# Pseudolycopodiella iuliformis
Pseudolycopodiella iuliformis är en lummerväxtart som först beskrevs av L. Underw. och F. Lloyd, och fick sitt nu gällande namn av Josef Holub. Pseudolycopodiella iuliformis ingår i släktet Pseudolycopodiella och familjen lummerväxter. Utöver nominatformen finns också underarten P. i. tatei.